# Белокуров, Владимир Вячеславович
Влади́мир Вячесла́вович Белоку́ров (1904—1973) — советский актёр театра и кино, педагог. Народный артист СССР (1965). Лауреат Сталинской премии второй степени за 1950 год в составе творческого коллектива, выпустившего в 1950 году кинофильм «Жуковский». В этом фильме В. В. Белокуров создал образ выдающегося учёного Сергея Чаплыгина.

## Биография
Владимир Белокуров родился 25 июня (8 июля) 1904 года в селе Нижний Услон (ныне — Верхнеуслонский район Татарстана, Россия) (по другим источникам — в Казани), в многодетной семье сельского священника.

### Работа в театре
Учился в Казанской гимназии, затем работал униформистом в местном цирке, в оперетте у антрепренёра Г. Розенберга (1917—1918). В 1918—1919 годах — в труппе И. Н. Певцова в Казани. В 1919—1920 годах — сотрудник концертной группы Казанского оперного театра (ныне Татарский театр оперы и балета имени Мусы Джалиля).

Во время работы в Казанском драматическом театре. 1924 год

В 1920—1922 годах учился в Казанской губернской драматической студии (в 1922 — «Теоцикл Высшего института народного образования») при Большом драматическом театре под руководством В. С. Зотова и З. М. Славяновой, после окончания которой был принят в труппу Большого драматического театра (ныне Казанский академический русский Большой драматический театр имени Качалова). Дебютировал в пьесе Д. C. Мережковского «Павел I», в роли поручика Долгорукого.
В 1924—1925 годах — актёр Ростовского драматического театра под руководством Н. Н. Синельникова (ныне Ростовский академический театр драмы имени М. Горького)
С 1925 года — в Москве. В 1925—1930 и 1931—1936 годах — актёр Театра Революции (ныне Московский академический театр имени Владимира Маяковского), где прослужил 12 лет, сыграл более тридцати ролей, в основном в пьесах современного репертуара.
В 1930—1931 годах — актёр Театра имени МГСПС (ныне Театр имени Моссовета).
С 1936 года — актёр Московского художественного академического театра (МХАТ), где проработал всю оставшуюся жизнь. Всего в театре сыграл 51 роль.
В 1961 году женился на пришедшей в театр актрисе Кюнне Игнатовой, с которой познакомился ещё в 1956 году на съёмках фильма «Долгий путь».
Большую известность принесла актёру роль Чичикова по поэме «Мёртвые души» Н. В. Гоголя, ставшая классической в репертуаре МХАТа. Белокуров ввёл собственную оригинальную трактовку этого образа. Эта роль оставалась в репертуаре актёра более тридцати лет.

### Работа в кино
С 1932 года снимался в кино. Всего сыграл в пятидесяти фильмах.
В 1941 году, уже после начала войны, вышел кинофильм «Валерий Чкалов», в котором В. Белокуров сыграл прославленного лётчика. Фильм имел огромный успех, так как вселял оптимизм, укреплял веру в победу.
Владимир Белокуров — мастер киноэпизода и второплановых ролей. Особенно яркие его работы: боцман в «Полосатом рейсе» и персонажи в трилогии о «неуловимых мстителях», в каждой из частей которой актёр исполнил небольшие, но запоминающиеся роли: священник отец Философ, конферансье, «лохматый император» в дуэте с «лысым императором» Р. А. Быкова, приспособленец агент-диверсант английской разведки в фильме «Застава в горах» — в то время как роли остальных актёров были «сквозными». Особенно запомнился он зрителям в роли Лёвы Задова в экранизации повести А. Н. Толстого «Хмурое утро», породившей ряд крылатых фраз: «Я Лёва Задов, со мной шютить не надо!», «Засыписся, котик!», «Я бью два раза — раз по голове, другой по крышке гроба», «Выдь у тамбур» и т. д. Яркую эпизодическую роль скрипача Коркина сыграл в фильме «Звонят, откройте дверь».

### Другая творческая деятельность
В 1956 году попробовал себя в режиссуре, совместно с Н. Д. Ковшовым поставив во МХАТе СССР имени М. Горького спектакль по пьесе А. Д. Салынского «Забытый друг».
Кроме работ в театре и кино, снимался на телевидении (роль хитреца Вассеркопфа в телепостановке Т. Забаровской «Верните плату за обучение»), записывался на радио, выступал на эстраде.

### Преподавательская деятельность

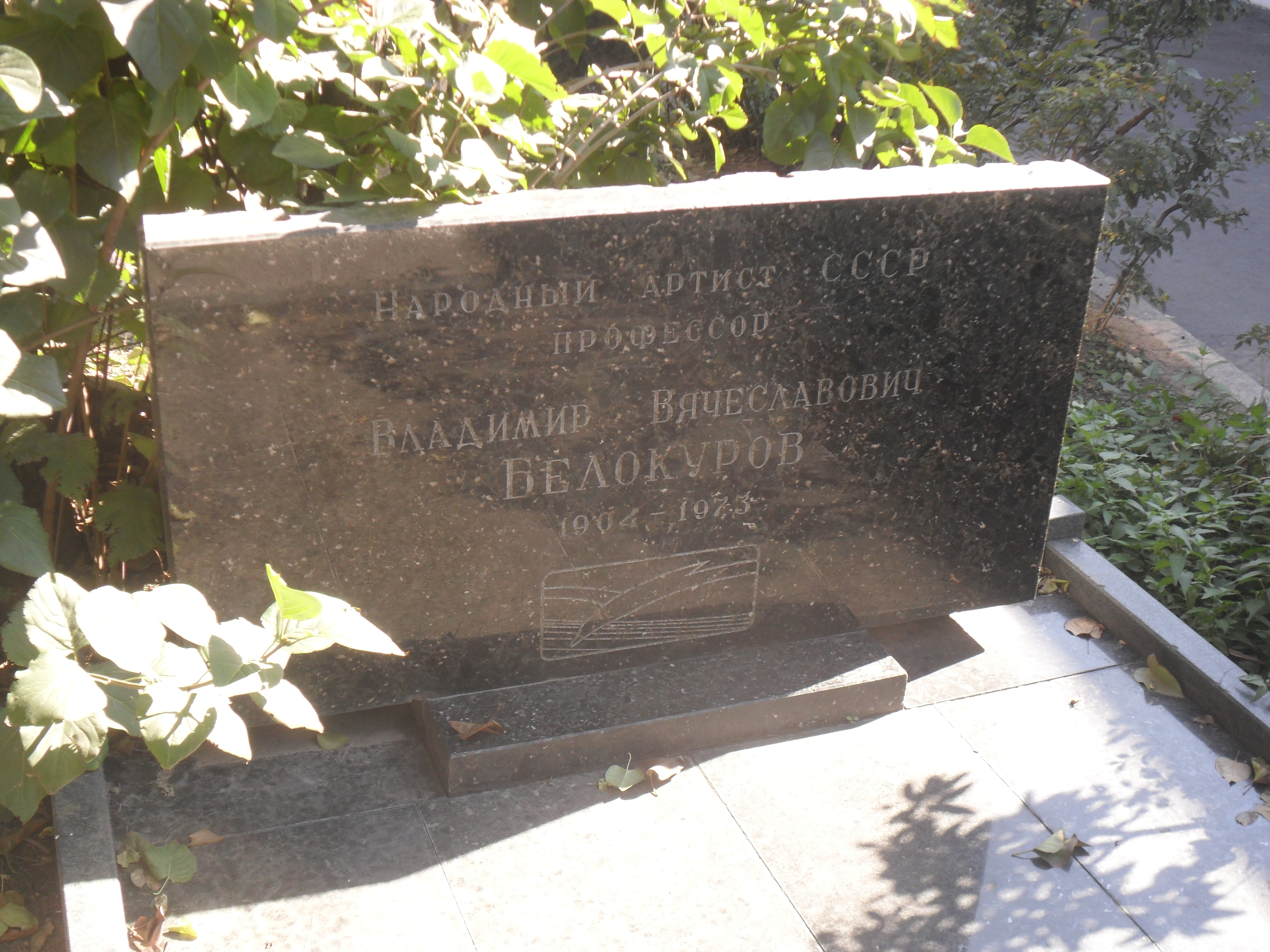
Могила Белокурова на Новодевичьем кладбище Москвы.

Преподавательская деятельность продолжалась более 40 лет.
В 1923—1924 годах преподавал в Татарском театральном техникуме (ныне Казанское театральное училище).
Уже в Москве преподавал в театральной школе юниоров и в театральном училище при Театре Революции. В 1934—1948 годах — педагог ГИТИСа им. А. В. Луначарского, в 1944 году выпустил курс, составивший основу Театра имени А. П. Чехова в Таганроге. С 1946 года — профессор кафедры актёрского мастерства ГИТИСа. В 1946—1972 годах — педагог ВГИКа.
Среди учеников:
- выпускники ГИТИСа: Е. М. Солодова (1944), Л. М. Аринина (1948)
- выпускники ВГИКа: Н. П. Гребешкова (1954), Т. А. Логинова (1954), И. А. Арепина (1954), Ф. Л. Яворский (1954), С. Н. Хитров (1959), А. В. Шенгелая (1960), В. Н. Рыжаков (1967), В. И. Теличкина (1967), Е. С. Васильева (1967), И. Андриня (1967), А. В. Лефтий (1967), Н. А. Ильина (1972), А. Д. Праченко (1972), Л. Ф. Ефименко (1972), Г. М. Логинова[4] (1972), И. Б. Шевчук (1972).

Владимир Белокуров умер 28 января 1973 года в Москве. Похоронен на Новодевичьем кладбище (участок № 7).

## Звания и награды
- Заслуженный артист РСФСР (1938)
- Народный артист РСФСР (1954)
- Народный артист СССР (1965)
- Сталинская премия второй степени (1951) — за исполнение роли С. А. Чаплыгина в фильме «Жуковский» (1950)
- Два ордена Трудового Красного Знамени (1948, 1964)
- Медаль «За доблестный труд в Великой Отечественной войне 1941—1945 гг.» (1946)
- Медаль «В память 800-летия Москвы» (1947)

## Творчество

### Роли в театре

#### Казанский Большой драматический театр
- «Павел I» Д. С. Мережковского — поручик Долгорукий, Николай Александрович Зубов
- «Гроза» А. Н. Островского — Кудряш
- «Маскарад» М. Ю. Лермонтова — Адам Петрович Шприх
- «Вишнёвый сад» А. П. Чехова — Яша
- «На дне» М. Горького — Костылёв
- «Памяти Парижской коммуны» З. М. Славяновой — Флуранс
- «Роман» Э. Шелдона — Гарри
- «Два подростка» П. де Курселя — Фадер
- «Василиса Мелентьева» А. Н. Островского — князь Волынский / шут
- «Идиот» по Ф. М. Достоевскому — Лебедев
- «Гамлет» У. Шекспира — Осрик
- «Кража» Дж. Лондона — Губерт

#### Театр Революции
- 1925 — «Доходное место» А. Н. Островского, режиссёр В. Э. Мейерхольд — Онисим Панфилович Белогубов
- 1926 — «Конец Криворыльска» Б. С. Ромашова, режиссёр А. Л. Грипич — Евлампий Рыбаков, редактор газеты
- 1928 — "Когда поют петухи Ю. Н. Юрьева, режиссёры М. А. Терешкович и К. А. Зубов — вождь Рейнеке
- 1928 — «Гоп-ля, мы живём!» Э. Толлера, режиссёр В. Ф. Фёдорова — тюремный надзиратель Ранда
- 1931 — «Стройфронт» А. И. Завалишина, режиссёр И. Ю. Шлепянов — землекоп-лодырь
- 1932 — «Улица радости» Н. А. Зархи, режиссёр И. Ю. Шлепянов — хозяин ломбарда Мексон
- 1932 — «Мой друг» Н. Ф. Погодина, Режиссёр: А. Д. Попов — партиец Андрон
- 1934 — «После бала» Н. Ф. Погодина, Режиссёр: А. Д. Попов — Барашкин
- 1935 — «Ромео и Джульетта» У. Шекспира, Режиссёр: А. Д. Попов — Меркуцио

#### МХАТ
- 1936 — «Любовь Яровая» К. А. Тренёва. Режиссёры: В. И. Немирович-Данченко, И. Я. Судакова — депутат от промышленников
- 1937 — «Земля» Н. Е. Вирта. Режиссёры: Л. М. Леонидов, Н. М. Горчаков — Алёшка, брат Листрата
- 1937 — «Пикквикский клуб» по Ч. Диккенсу. Режиссёр: В. Я. Станицын — Фогг (ввод)
- 1937 — «Враги» М. Горького. Режиссёры: В. И. Немирович-Данченко, М. Н. Кедрова — Акимов, рабочий (ввод)
- 1938 — «Гроза» А. Н. Островского. Режиссёр: В. И. Немирович-Данченко, И. Я. Судакова — Ваня Кудряш (ввод)
- 1939 — [«Половчанские сады» Л. М. Леонова. Режиссёр: В. Г. Сахновский, художественный руководитель В. И. Немирович-Данченко — Отшельников
- 1940 — «Горе от ума» А. С. Грибоедова. Режиссёры: В. И. Немирович-Данченко, Е. С. Телешева — Алексей Степанович Молчалин (ввод)
- 1940 — «Три сестры» А. П. Чехова. Режиссёры: В. И. Немирович-Данченко, Н. Н. Литовцева, И. М. Раевский — Родэ
- 1941 — «Мёртвые души» Н. В. Гоголя. Режиссёры: В. Г. Сахновский, Е. С. Телешева, художественный руководитель В. И. Немирович-Данченко — Павел Иванович Чичиков (ввод)
- 1943 — «Последние дни» М. А. Булгакова. Режиссёр: В. Я. Станицын — Кукольник
- 1943 — «Глубокая разведка» А. А. Крона. Режиссёр: М. Н. Кедров — Андрей Михайлович Гетманов
- 1945 — «Офицер флота» А. А. Крона. Режиссёры: Н. М. Горчаков, И. М. Раевский — Веретенников
- 1945 — «Вишнёвый сад» А. П. Чехова. Режиссёры К. С. Станиславский, В. И. Немирович-Данченко — Яша (ввод)
- 1951 — «Плоды просвещения» Л. Н. Толстого. Режиссёры: М. Н. Кедров, Н. Н. Литовцева, П. В. Лесли — лакей Григорий
- 1952 — «Залп Авроры» М. В. Большинцова и М. Э. Чиаурели — адмирал
- 1953 — «Ангел-хранитель из Небраски» А. Якобсона. Режиссёр: Г. Г. Конский — Теодор Н. Джексон
- 1958 — «Вишнёвый сад» А. П. Чехова. Режиссёр: В. Я. Станицын — Ермолай Алексеевич Лопахин (ввод)
- 1958 — «Третья патетическая» Н. Ф. Погодина. Режиссёр: М. Н. Кедров — Гвоздилин
- 1961 — «Над Днепром» А. Е. Корнейчука. Режиссёры М. Н. Кедров, С. К. Блинников, И. М. Раевский — Нечай
- 1966 — «Ревизор» Н. В. Гоголя. Режиссёр М. Н. Кедров — городничий
- 1970 — «Обратный счёт» Е. Г. Рамзина. Режиссёр И. М. Раевский — Гровс

### Фильмография
- 1932 — Мёртвый дом — аудитор-заика
- 1935 — Конец полустанка — Вася Гнедочкин
- 1936 — Зори Парижа — Риго, прокурор
- 1941 — Валерий Чкалов — Чкалов
- 1941 — Сабухи — Бестужев
- 1944 — Поединок — Вейнингер-Петронеску-Петров
- 1947 — Сельская учительница — Буков
- 1950 — Жуковский — С. А. Чаплыгин (Сталинская премия (1951))
- 1950 — Секретная миссия — Борман
- 1951 — Белинский — Барсуков
- 1953 — Великий воин Албании Скандербег — Бранкович, король
- 1953 — Серебристая пыль — Эптон Брюс
- 1953 — Застава в горах — Марроу
- 1954 — Запасной игрок — Цветков
- 1955 — Сын — Лавров
- 1955 — Михайло Ломоносов — Прокоп Андреевич, заводчик
- 1956 — Долгий путь — Латкин
- 1956 — 300 лет тому… — Лизогуб
- 1957 — Поединок — штабс-капитан Диц
- 1958 — Лавина с гор — Шкуро
- 1958 — Шли солдаты… — генерал
- 1959 — Хождение по мукам (фильм № 3 «Хмурое утро») — Лёва Задов
- 1959 — Василий Суриков — Пётр Кузнецов, меценат
- 1960 — Рыжик — ткач
- 1960 — Мёртвые души — Чичиков
- 1961 — Полосатый рейс — боцман
- 1961 — Воскресение — Масленников
- 1961 — Суд сумасшедших — Фред Хаггер
- 1962 — Цветок на камне — отец Христины
- 1962 — Королева бензоколонки — Александр Ефимович Медведь, водитель первого класса
- 1963 — Теперь пусть уходит — Лео Моргенштерн
- 1964 — Сон — Дубельт
- 1964 — Москва — Генуя — Ллойд-Джордж
- 1964 — Пока фронт в обороне — Шорохов
- 1965 — Звонят, откройте дверь — Коркин
- 1965 — Залп «Авроры» — министр Временного правительства
- 1965 — Альпийская баллада — австриец
- 1965 — Через кладбище — Сазон Иванович Кулик
- 1966 — Я родом из детства — учитель-инвалид
- 1966 — Неуловимые мстители — священник, отец Философ
- 1967 — Непоседы — вор
- 1967 — Запомним этот день — Равинский
- 1967 — Война под крышами — Стрельцов
- 1968 — Ошибка Оноре де Бальзака — Зарицкий
- 1968 — Новые приключения неуловимых — конферансье
- 1969 — Взрыв после полуночи — священник
- 1969 — Преступление и наказание — трактирщик
- 1969 — Сыновья уходят в бой
- 1969 — Похищение — камео
- 1969 — Обвиняются в убийстве — свидетель Ферапонтов
- 1969 — Кура неукротимая — Семёнов
- 1970 — Семья Коцюбинских — «Морда»
- 1970 — Посланники вечности — министр
- 1970 — Крушение империи — Кучеров
- 1971 — Корона Российской империи, или Снова неуловимые — лохматый император
- 1971 — Рудобельская республика — Ревинский
- 1972 — Чиполлино — синьор Помидор после потрясения

#### Телеспектакли
- 1963 — Верните плату за обучение (фильм-спектакль) — Вассеркопф
- 1967 — Кремлёвские куранты (фильм-спектакль МХАТ) — бородатый рабочий
- 1967 — Самая высокая… (фильм-спектакль)
- 1971 — Коммунары (фильм-спектакль) — Отс, штабс-капитан

#### Озвучивание
- 1958 — Повесть о латышском стрелке — Рудзитис (роль Р. Мустапса)
- 1967 — Сто первый сенатор — Фромм (роль Л. Башти)
- 1971 — Звёзды не гаснут — Насиб-бек (роль Адиля Рза оглы Искендерова)